# Nationaal park Vasjlovani
Het Nationaal  park Vasjlovani (Georgisch: ვაშლოვანის ეროვნული პარკი, vasjlovanis erovnoeli parki) is een nationaal park in het oosten van Georgië. Het is als reservaat opgericht in 1935 om de bijzondere bossen te beschermen. In 2003 is het gebied uitgebreid en kreeg het de status van nationaal park (251,14 km²). Het gebied is karakteristiek vanwege het droge klimaat bij een hoogte van 50-150 meter boven de zeespiegel.
Uniek zijn de woestijn, steppe-vegetatie, loofbossen en canyons en de bijzondere overstromingsvlaktes van de Alazani.

## Fauna
Bijzonder van het gebied is dat de Perzische panter voorkomt. Daarnaast zijn er nog meer dan 40 andere zoogdieren, zoals de wolf, lynx, bruine beer, gestreepte hyena en gewone jakhals. Daarnaast zijn er verschillende roofvogels waaronder de Monniksgier en reptielen zoals de Levantijnse adder.